# Heteropoda speciosus
Heteropoda speciosus là một loài nhện trong họ Sparassidae.
Loài này thuộc chi Heteropoda. Heteropoda speciosus được Mary Agard Pocock miêu tả năm 1898.